# Batrachorhina cephalotes
Batrachorhina cephalotes là một loài bọ cánh cứng trong họ Cerambycidae.